# 正中书局
正中书局由陳立夫創辦，曾為中國國民黨的黨營事業，以編印政治宣傳著作、華僑學校教科書與大學各科用書為主，並提供海外僑胞購買中文書籍的服務。曾榮獲「圖書出版品輸出績優金鼎獎」，於2003年轉為民營事業。

## 命名
創立宗旨：不曲為「正」，不偏曰「中」。「正中」的創立為的是闡揚不偏左右的三民主義，以啟迪民眾的智識為主旨。

## 歷史

### 成立
陳立夫因破解軍事密碼電文而獲蔣介石頒發的銀洋四千元，以這筆錢於1931年10月10日在南京創辦「正中書局」。1933年陳立夫將書局全部私人資產捐給中國國民黨成為黨營事業。其主要推行國民政府的政策，並出版有關三民主義思想、民眾教化的讀物與教科書，例如《孫大總統廣州蒙難記》、《蔣委員長西安半月記：蔣夫人西安事變回憶錄》、《中國之命運》等。1935年8月，首先於上海設置書本批發處；1936年，又相繼於武昌、長沙設置書本批發處，籌設上海印刷廠，加強印製生產力。
1946年1月原為臺灣日治時期的大倉本店百貨公司（正中大樓前身）的房屋被國民黨徵作臺灣門市使用，並開始獨佔印製教科書的市場。同年8月根據中華民國教育部頒布的《三十五年秋季國定教科書聯合負責供應辦法》，正中、商務、中華、世界等11家書局，負責供應初小、初中及高中之國定教科書。同年底，正中書局在中華民國大陸時期各地設分局或供應所共計27所，包含臺灣。
1949年，正中書局隨國民政府遷往台灣，改供應國定課本與國民黨宣傳書刊為主，應海外華僑廣佈，接著於香港成立集成圖書公司，隔年開始編印南洋教版的教科書。國立編譯館為因應各地華僑學校的教科書需求，於1951年9月委託正中書局新編僑校小學版教科書一套，計四十八種。1952年教育部教育廳為解決職業學校課本缺乏，督促出版界編印職業教材，正中書局負責農業職校各專業科目的編印。1953年4月起由前教育廳長陳雪屏擔任董事長。1960年代至1970年代出版多冊反共圖書。蔣介石在主持中國國民黨中央委員會會議時曾指示：「正中書局是國民黨主要的宣傳出版機構。」。

### 轉型
正中書局為了將出版品行銷至海外，於1968至1978年間陸續在日本、泰國、英國、美國、加拿大成立總經銷分公司。1976年獲頒第一屆金鼎獎之「圖書出版品輸出績優金鼎獎」。1985至1986年，與《科學月刊》合作出版《學生科學叢書》60種。1990年推行電腦化作業，興建書庫大樓，整頓海外分公司，出版自強愛國叢書深入校園。截止至1991年，中華民國僑務委員會一共補助正中書局經費總計為新台幣8,518萬元及美金4萬元。1993年開始中國大陸圖書的採購與授權出書業務。1999年與中華民國教育部合作出版《實用視聽華語》教材。2000年中華民國總統選舉時，因國民黨失去執政權之後，以及陳水扁政府逐步開放教科書、頒行政府採購法的限制之後，正中書局逐漸喪失與同業的競爭能力。
國民黨在2003年以新台幣3億元將書局轉讓給世新大學成露茜家族的Ｎ3基金會，股權則賣給成嘉玲家族的美商安惠信息系統公司。後由模里西斯美樂根出版事業有限公司取得唯一股東。
2006年由張瀞文擔任總經理。2007年1月結合「正中書局」、「流傳文化」、「墨文堂文化」成立「正中集團」開始企業化管理、系統化經營。2015年張瀞文被教育部告發，其在2008－2009年期間涉挪用書局捐助成立的良彥文教基金會4,450萬元，後遭新北市調查局依公益侵占罪移送，台北地檢署以緩起訴處分，需繳納新台幣60萬元處分金。